# Sävurträsket
Sävurträsket är en sjö i Vindelns kommun i Västerbotten och ingår i Umeälvens huvudavrinningsområde. Sjön har en area på 0,308 kvadratkilometer och ligger 203 meter över havet.

## Delavrinningsområde
Sävurträsket ingår i det delavrinningsområde (712602-167052) som SMHI kallar för Namn saknas. Medelhöjden är 250 meter över havet och ytan är 20,2 kvadratkilometer. Det finns inga avrinningsområden uppströms utan avrinningsområdet är högsta punkten. Vattendraget som avvattnar avrinningsområdet har biflödesordning 4, vilket innebär att vattnet flödar genom totalt 4 vattendrag innan det når havet efter 90 kilometer. Avrinningsområdet består mestadels av skog (76 procent) och sankmarker (12 procent). Avrinningsområdet har 0,82 kvadratkilometer vattenytor vilket ger det en sjöprocent på 4,1 procent.